# Vật tại Thế vận hội Mùa hè 2008
Giải vật tại Thế vận hội Mùa hè 2008 diễn ra từ ngày 12 đến ngày 21 tháng 8 năm 2008 tại Nhà thi đấu trường Đại học Nông nghiệp Trung Quốc.

## Xếp hạng theo quốc gia
| 1    | Nga (RUS)        | 6  | 3  | 2  | 11 |
| 2    | Nhật Bản (JPN)   | 2  | 2  | 2  | 6  |
| 3    | Gruzia (GEO)     | 2  | 0  | 2  | 4  |
| 4    | Trung Quốc (CHN) | 1  | 2  | 0  | 3  |
| 5    | Uzbekistan (UZB) | 1  | 1  | 0  | 2  |
| 6    | Hoa Kỳ (USA)     | 1  | 0  | 2  | 3  |
| 7    | Canada (CAN)     | 1  | 0  | 1  | 2  |
| 7    | Pháp (FRA)       | 1  | 0  | 1  | 2  |
| 7    | Thổ Nhĩ Kỳ (TUR) | 1  | 0  | 1  | 2  |
| 10   | Cuba (CUB)       | 1  | 0  | 0  | 1  |
| 10   | Ý (ITA)          | 1  | 0  | 0  | 1  |
| 12   | Ukraina (UKR)    | 0  | 2  | 3  | 5  |
| 13   | Azerbaijan (AZE) | 0  | 2  | 2  | 4  |
| 14   | Kazakhstan (KAZ) | 0  | 1  | 4  | 5  |
| 15   | Bulgaria (BUL)   | 0  | 1  | 3  | 4  |
| 16   | Kyrgyzstan (KGZ) | 0  | 1  | 1  | 2  |
| 17   | Đức (GER)        | 0  | 1  | 0  | 1  |
| 17   | Hungary (HUN)    | 0  | 1  | 0  | 1  |
| 17   | Tajikistan (TJK) | 0  | 1  | 0  | 1  |
| 20   | Armenia (ARM)    | 0  | 0  | 2  | 2  |
| 20   | Belarus (BLR)    | 0  | 0  | 2  | 2  |
| 22   | Colombia (COL)   | 0  | 0  | 1  | 1  |
| 22   | Hàn Quốc (KOR)   | 0  | 0  | 1  | 1  |
| 22   | Litva (LTU)      | 0  | 0  | 1  | 1  |
| 22   | Ba Lan (POL)     | 0  | 0  | 1  | 1  |
| 22   | Iran (IRI)       | 0  | 0  | 1  | 1  |
| 22   | Ấn Độ (IND)      | 0  | 0  | 1  | 1  |
| 22   | Slovakia (SVK)   | 0  | 0  | 1  | 1  |
| Tổng | Tổng             | 18 | 18 | 35 | 71 |

## Bảng huy chương

### Nam

#### Vật tự do
| Nội dung | Vàng                          | Bạc                            | Đồng                         |
| -------- | ----------------------------- | ------------------------------ | ---------------------------- |
| 55 kg    | Henry Cejudo · Hoa Kỳ         | Tomohiro Matsunaga · Nhật Bản  | Besik Kudukhov · Nga         |
| 55 kg    | Henry Cejudo · Hoa Kỳ         | Tomohiro Matsunaga · Nhật Bản  | Radoslav Velikov · Bulgaria  |
| 60 kg    | Mavlet Batirov · Nga          | Vasyl Fedoryshyn · Ukraina     | Morad Mohammadi · Iran       |
| 60 kg    | Mavlet Batirov · Nga          | Vasyl Fedoryshyn · Ukraina     | Kenichi Yumoto · Nhật Bản    |
| 66 kg    | Ramazan Şahin · Thổ Nhĩ Kỳ    | Andriy Stadnik · Ukraina       | Sushil Kumar · Ấn Độ         |
| 66 kg    | Ramazan Şahin · Thổ Nhĩ Kỳ    | Andriy Stadnik · Ukraina       | Otar Tushishvili · Gruzia    |
| 74 kg    | Buvaysa Saytiev · Nga         | Soslan Tigiev · Uzbekistan     | Murad Gaidarov · Belarus     |
| 74 kg    | Buvaysa Saytiev · Nga         | Soslan Tigiev · Uzbekistan     | Kiril Terziev · Bulgaria     |
| 84 kg    | Revazi Mindorashvili · Gruzia | Yusup Abdusalomov · Tajikistan | Taras Danko · Ukraina        |
| 84 kg    | Revazi Mindorashvili · Gruzia | Yusup Abdusalomov · Tajikistan | Georgy Ketoev · Nga          |
| 96 kg    | Shirvani Muradov · Nga        | Taimuraz Tigiyev · Kazakhstan  | George Gogshelidze · Gruzia  |
| 96 kg    | Shirvani Muradov · Nga        | Taimuraz Tigiyev · Kazakhstan  | Khetag Gazyumov · Azerbaijan |
| 120 kg   | Artur Taymazov · Uzbekistan   | Bakhtiyar Akhmedov · Nga       | David Musulbes · Slovakia    |
| 120 kg   | Artur Taymazov · Uzbekistan   | Bakhtiyar Akhmedov · Nga       | Marid Mutalimov · Kazakhstan |

#### Vật cổ điển
| Nội dung | Vàng                        | Bạc                            | Đồng                              |
| -------- | --------------------------- | ------------------------------ | --------------------------------- |
| 55 kg    | Nazyr Mankiev · Nga         | Rovshan Bayramov · Azerbaijan  | Roman Amoyan · Armenia            |
| 55 kg    | Nazyr Mankiev · Nga         | Rovshan Bayramov · Azerbaijan  | Park Eun-Chul · Hàn Quốc          |
| 60 kg    | Islam-Beka Albiev · Nga     | Vitaliy Rahimov · Azerbaijan   | Nurbakyt Tengizbayev · Kazakhstan |
| 60 kg    | Islam-Beka Albiev · Nga     | Vitaliy Rahimov · Azerbaijan   | Ruslan Tumenbaev · Kyrgyzstan     |
| 66 kg    | Steeve Guenot · Pháp        | Kanatbek Begaliev · Kyrgyzstan | Mikhail Siamionau · Belarus       |
| 66 kg    | Steeve Guenot · Pháp        | Kanatbek Begaliev · Kyrgyzstan | Armen Vardanyan · Ukraina         |
| 74 kg    | Manuchar Kvirkelia · Gruzia | Thường Vĩnh Tường · Trung Quốc | Christophe Guenot · Pháp          |
| 74 kg    | Manuchar Kvirkelia · Gruzia | Thường Vĩnh Tường · Trung Quốc | Yavor Yanakiev · Bulgaria         |
| 84 kg    | Andrea Minguzzi · Ý         | Zoltán Fodor · Hungary         | Nazmi Avluca · Thổ Nhĩ Kỳ         |
| 84 kg    | Andrea Minguzzi · Ý         | Zoltán Fodor · Hungary         | *                                 |
| 96 kg    | Aslanbek Khushtov · Nga     | Mirko Englich · Đức            | Asset Mambetov · Kazakhstan       |
| 96 kg    | Aslanbek Khushtov · Nga     | Mirko Englich · Đức            | Adam Wheeler · Hoa Kỳ             |
| 120 kg   | Mijail López · Cuba         | Khasan Baroev · Nga            | Mindaugas Mizgaitis · Litva       |
| 120 kg   | Mijail López · Cuba         | Khasan Baroev · Nga            | Yuri Patrikeev · Armenia          |

*Ara Abrahamian (Thụy Điển) sau khi nhận huy chương đồng nội dung 84 kg đã đặt tấm huy chương lên sàn thi đấu để phản đối trọng tài.. Ủy ban Olympic thế giới đã hủy kết quả và tước tư cách vận động viên dự Thế vận hội 2008 của Ara Abrahamian. Huy chương này sẽ không trao cho bất kỳ vận động viên nào khác.

### Nữ

#### Vật tự do
| Nội dung | Vàng                     | Bạc                       | Đồng                          |
| -------- | ------------------------ | ------------------------- | ----------------------------- |
| 48 kg    | Carol Huynh · Canada     | Chiharu Icho · Nhật Bản   | Mariya Stadnik · Azerbaijan   |
| 48 kg    | Carol Huynh · Canada     | Chiharu Icho · Nhật Bản   | Irini Merleni · Ukraina       |
| 55 kg    | Saori Yoshida · Nhật Bản | Hứa Lị · Trung Quốc       | Tonya Verbeek · Canada        |
| 55 kg    | Saori Yoshida · Nhật Bản | Hứa Lị · Trung Quốc       | Jackeline Rentería · Colombia |
| 63 kg    | Kaori Icho · Nhật Bản    | Alyona Kartashova · Nga   | Yelena Shalygina · Kazakhstan |
| 63 kg    | Kaori Icho · Nhật Bản    | Alyona Kartashova · Nga   | Randi Miller · Hoa Kỳ         |
| 72 kg    | Vương Kiều · Trung Quốc  | Stanka Zlateva · Bulgaria | Kyoko Hamaguchi · Nhật Bản    |
| 72 kg    | Vương Kiều · Trung Quốc  | Stanka Zlateva · Bulgaria | Agnieszka Wieszczek · Ba Lan  |